# Мартоне
Мартоне (итал. Martone) је насеље у Италији у округу Ређо ди Калабрија, региону Калабрија.
Према процени из 2011. у насељу је живело 551 становника. Насеље се налази на надморској висини од 313 м.

## Становништво
Према резултатима пописа становништва 2011. у општини је живело 554 становника.
| 1951. | 1961. | 1971. | 1981. | 1991. | 2001. | 2011. |
| ----- | ----- | ----- | ----- | ----- | ----- | ----- |
| 2.372 | 1.700 | 1.221 | 853   | 737   | 597   | 554   |